# Oost-Brabant
De Regio Oost-Brabant is een van de 15 Vlaamse referentieregio's en bevindt zich in het oosten van de Belgische provincie Vlaams-Brabant. De Regio Oost-Brabant omvat onder andere het Hageland, grosso modo de streek tussen Leuven, Aarschot, Diest en Landen.
De volgende 32 gemeenten maken deel uit van de Regio Oost-Brabant:
- Aarschot
- Begijnendijk
- Bekkevoort
- Bertem
- Bierbeek
- Boortmeerbeek
- Boutersem
- Diest
- Geetbets
- Glabbeek
- Haacht
- Herent
- Hoegaarden
- Hoeilaart
- Holsbeek
- Huldenberg
- Keerbergen
- Kortenaken
- Kortenberg
- Landen
- Leuven
- Linter
- Lubbeek
- Overijse
- Oud-Heverlee
- Rotselaar
- Scherpenheuvel-Zichem
- Tervuren
- Tielt-Winge
- Tienen
- Tremelo
- Zoutleeuw

De streek dient niet verward te worden met het oosten van provincie Noord-Brabant, waar soms naar gerefereerd wordt als Oost-Brabant. De dialectclassificatie Oost-Brabants wordt onder andere toegekend aan deze gelijknamige streek. Beide streken liggen aan de oostgrens van het voormalige Hertogdom Brabant.